# Russell Hartenberger
Russell Hartenberger, né le 21 juillet 1944 à Watonga dans l'Oklahoma aux États-Unis, est un musicien percussionniste et professeur de musique américain, membre de l'ensemble Steve Reich and Musicians et actuel membre de l'ensemble Nexus.

## Biographie
Russell Hartenberger commence sa formation musicale à Oklahoma City avant d'intégrer le Philadelphia Orchestra et d'obtenir sa licence de musique au Curtis Institute. Il devient ensuite percussionniste notamment de xylophone. Après un master, il obtient une thèse de musique à l'université Wesleyenne spécialisée dans les musiques du monde et les percussions indonésiennes, indiennes, et africaines qu'il étudie.
En 1971, il est devient membre de l'ensemble de Steve Reich, Steve Reich and Musicians, notamment lors de la création de Drumming la même année. Il restera de nombreuses années au sein de ce groupe avant de fonder l'Ensemble Nexus avec trois autres percussionnistes.
Il est également professeur de percussions à l'Université de Toronto.